# Contre-approche

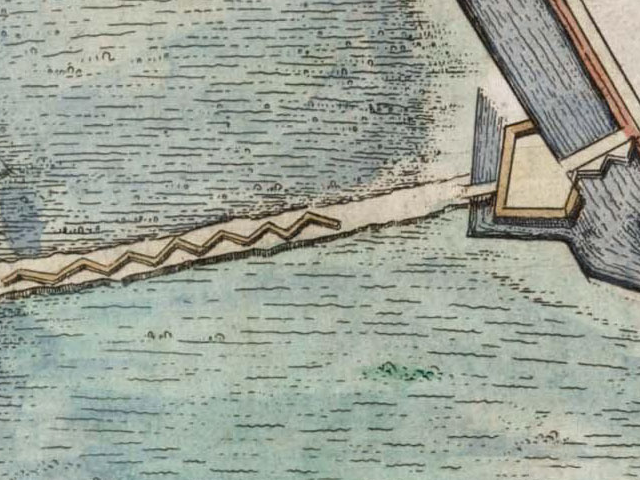
Weergave van een approche met de kenmerkende zigzagvorm richting een vestingstad. Een contre-approche zou juist worden aangelegd vanuit de belegerde vesting, richting de belegeraars.

Een contre-approche is een "verdedigende" loopgraaf in zigzagvorm, die werd aangelegd in tegengestelde richting van approches (naderende of aanvallende loopgraven). Zo'n verdedigende loopgraaf werd gegraven vanuit een belegerde stad of vesting, met de bedoeling om de naderende belegeraars aan te vallen, die via approches de stad probeerden te naderen en in te nemen.